# BASE
BASE è uno dei tre operatori di telefonia mobile belga. Compete con Proximus di proprietà di Belgacom e Orange. Fa parte dei gruppi Telenet Group e KPN.
Base dichiara di essere l'operatore mobile in Belgio che è cresciuto più rapidamente. Al 2020 aveva una copertura del 99%.